# Canton de Hochfelden
Le canton de Hochfelden est une ancienne division administrative française, située dans le département du Bas-Rhin, en région Grand Est.
Le canton de Hochfelden est un canton rural qui conserve un nombre important d'agriculteurs. Plusieurs entreprises importantes y sont situées : la brasserie Météor et la Case aux Epices qui diffusent leurs produits dans toute la France et à l'étranger, la décharge, le péage autoroutier de Schwindratzheim, de nombreuses entreprises plus petites et de nombreux commerces.
De plus, ce canton est bien desservi en son centre puisque les autoroutes et lignes de chemin de fer Strasbourg-Paris y passent, ainsi que le canal de la Marne au Rhin.

## Représentation

### Les conseillers généraux du canton (1833 à 2015)

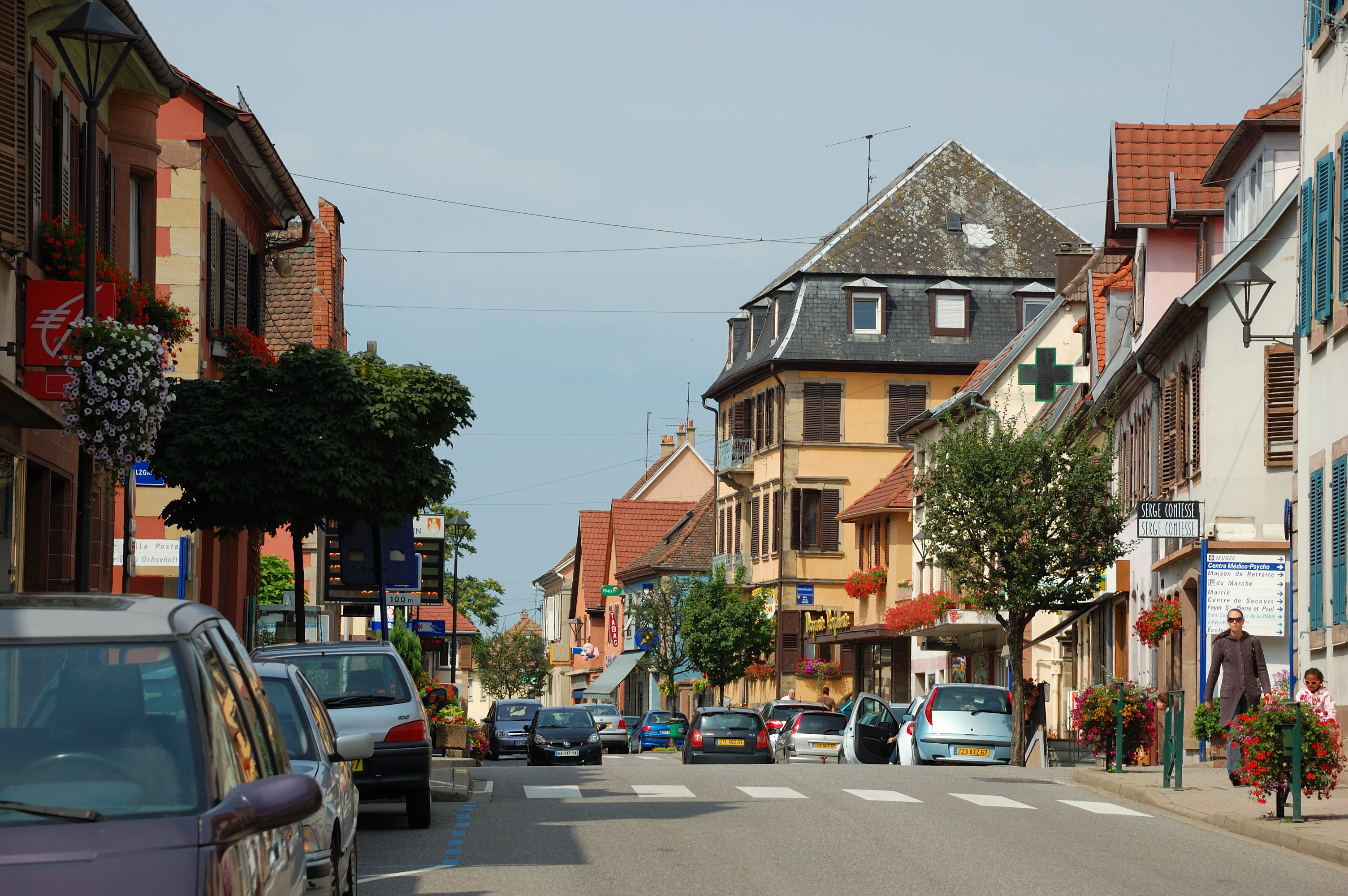
Vue sur le centre-ville de Hochfelden.

| Période          | Période                     | Identité                             | Étiquette             | Qualité |
| ---------------- | --------------------------- | ------------------------------------ | --------------------- | --- |
| 1833             | 1836                        | George Paulus                        |                       | Propriétaire à Hochfelden |
| 1836             | 1848                        | Frédéric Jean François Achard        |                       | Né vers 1800, catholique, notaire à Hochfelden, conseiller d'arrondissement, 6 000 francs de fortune en revenu maire de Hochfelden de 1830 à 1848. |
| 1848             | 1860                        | François Joseph Héberlé              |                       | Né le 8 mai 1809, décédé le 8 septembre 1874 (fils du maire de Schwindratzheim, le meunier F. J. Héberlé) médecin cantonal, maire de Hochfelden de 1848 à 1860, catholique, 3 000 francs de fortune en revenu. Élu avec 81,49 % des voix lors des élections cantonales du 20 août 1848, contre les 18,24 % du notaire Achard. Inscrits : 4179, votants : 1815, participation : 43,43 %. Élu avec 2 880 voix lors des élections cantonales du 1er septembre 1852. Pas d'adversaire. Inscrits : 4528, votants : 2954, participation : 65,24 %.                                                   |
| 1861             | 1873                        | baron Maximilien de Schauenburg      | Bonapartiste          | Né le 15 août 1831, catholique, décédé en 1894, propriétaire, 18 000 francs de revenu. Maire de Hochfelden de 1861 à 1862 puis de 1886 à 1893. Mandat de 9 années, renouvelé en 1870, renouvellement prévu en 1879. |
| été 1873         |                             | 'François Joseph Héberlé (1809-1874) |                       | |
| 1873             | 1879                        | François Joseph Paul Emile Héberlé   |                       | Né en 1839 à Hochfelden, médecin cantonal, fils du précédent. |
| 1879             | 1894                        | Baron Maximilien de Schauenburg      | Bonapartiste          | Né le 15 août 1831, catholique, décédé en 1894, propriétaire, 18 000 francs de revenu. Maire de Hochfelden de 1861 à 1862 puis de 1886 à 1893. |
| 26.4.1894        | 30.10.1909                  | Ramspacher                           |                       | Meunier à Wilwisheim. |
| 30.10.1909       |                             | Michel Rohfritsch                    |                       | Maire de Duntzenheim. |
| 1919             | 1928                        | Georges Ramspacher                   |                       | Minotier au Moulin des Peupliers, Wilwisheim |
| 1928             | 1940                        | Alphonse Lux                         | PDP                   | Né à Schnersheim en 1891, vétérinaire à Hochfelden. |
|                  |                             |                                      |                       | |
| 1945             | 1964                        | Paul Debes                           | MRP                   | Professeur d'allemand, fils de Sébastien Debès. |
| 1964             | 1982                        | Albert Colin                         | UNR puis UDR puis RPR | Agriculteur, maire de Mittelhausen de 1953 à 1977. |
| 1982             | 1994                        | Albert Schott                        | RPR                   | Maire de Hochfelden de 1983 à 1995. |
| 1994             | septembre 2009 (annulation) | Bernard Ingwiller                    | RPR puis UMP          | Maire de Grassendorf. Président de la communauté de communes du Pays de la Zorn (CCPZ). Bernard Ingwiller est déclaré inéligible pour un an et démissionnaire d'office de l'assemblée départementale du Bas-Rhin. Réélu au premier tour avec 53 % des voix en mars 2008, il a en effet déposé ses comptes de campagne six jours après la date limite auprès de la Commission nationale des comptes de campagne et des financements politiques. Il reste maire de Grassendorf et président de la CCPZ.                                                                                          |
| 15 novembre 2009 | 2015                        | Marie-Paule Lehmann                  | UMP                   | Maire de Scherlenheim. Élue au second tour de la cantonale partielle avec près de 65 % des voix pour un taux de participation de 44 %, face au candidat officiel UMP Georges Pfister, maire de Hochfelden. Elle a été la suppléante de Bernard Ingwiller en 2008, et a refusé sa proposition de démissionner au bout d'une année pour qu’il puisse se représenter, ce que Georges Pfister a d'abord accepté. Mais devant l'émotion soulevée par ce marchandage, l'UMP a décrété que le futur élu restera en place jusqu’à la fin du mandat, en 2014. Elue en 2015 dans le Canton de Bouxwiller |

### Conseillers d'arrondissement (de 1833 à 1871 et de 1919 à 1940)
Le canton de Hochfelden avait deux conseillers d'arrondissement.
Il appartenait à l'arrondissement de Saverne.
| Période                                  | Période | Identité                | Étiquette | Qualité |
| ---------------------------------------- | ------- | ----------------------- | --------- | --- |
| 1833                                     | 1836    | Ernest Achard           |           | Notaire, maire de Hochfelden                                                                                |
| 1833                                     | 1839    | Michel North            |           | Cultivateur, maire de Hohfrankenheim                                                                        |
| 1836                                     | 1842    | Georges Paulus          |           | Propriétaire à Hochfelden, conseiller général                                                               |
| 1842                                     | 1845    | M. Diemer               |           | Maire de Waltenheim-sur-Zorn                                                                                |
| 1845                                     | 1848    | M. Fritsch              |           | Maire de Friedolsheim                                                                                       |
|                                          |         |                         |           | |
| av.1934                                  | 1940    | Jérôme Burg (1872-1942) |           | Propriétaire, maire de Minversheim                                                                          |
| 1940                                     |         |                         |           | Les conseils d'arrondissement ont été suspendus par la loi du 12 octobre 1940 et n'ont jamais été réactivés |
| Les données manquantes sont à compléter. |         |                         |           | |

## Composition
Le canton de Hochfelden groupait 29 communes :
- Alteckendorf
- Bossendorf
- Duntzenheim
- Ettendorf
- Friedolsheim
- Geiswiller
- Gingsheim
- Grassendorf
- Hochfelden (chef-lieu)
- Hohatzenheim
- Hohfrankenheim
- Ingenheim
- Issenhausen
- Lixhausen
- Melsheim
- Minversheim
- Mittelhausen
- Mutzenhouse
- Ringeldorf
- Ringendorf
- Saessolsheim
- Schaffhouse-sur-Zorn
- Scherlenheim
- Schwindratzheim
- Waltenheim-sur-Zorn
- Wickersheim-Wilshausen
- Wilwisheim
- Wingersheim
- Zœbersdorf